# 튀니스에어
튀니스에어(아랍어: الخطوط التونسية, 영어: Tunisair)는 튀니지의 국영 항공사로 본사는 튀니지 튀니스에 위치해 있으며 허브 공항은 튀니스 카르타고 국제공항이 있다.

## 역사
1948년 튀니지 정부가 에어프랑스와 합작해 회사를 설립했다. 설립 당시 튀니지는 프랑스의 식민지로 1949년 더글러스 DC-3 항공기를 이용해 첫 운항을 시작했다. 1954년 더글러스 DC-4 항공기를 도입했다. 1956년 튀니지가 프랑스부터 완전히 독립하면서 에어프랑스도 보유 지분을 정리했다. 이후 튀니지 정부가 최대 주주로 올라섰다. 1993년부터 프라하, 부다페스트, 리스본, 모스크바 등 유럽 지역으로 노선을 확대했다. 1998년에 창립 50주년을 맞아 보잉 727 항공기를 새로 도입했다. 1999년 에어프랑스와 동맹 협정을 맺었다. 2012년 1월 기준으로 아프리카, 아시아, 유럽 등 모두 60개 노선에 항공기를 운항하고 있다.

## 운항 노선
- 2012년 8월 기준으로 튀니스에어는 다음과 같은 노선을 운항하고 있다.

## 보유 기종
- 2017년 3월 기준으로 튀니스에어는 다음과 같이 보유하고 있으며 평균 기령은 15.2년이다.[1]

## 사진

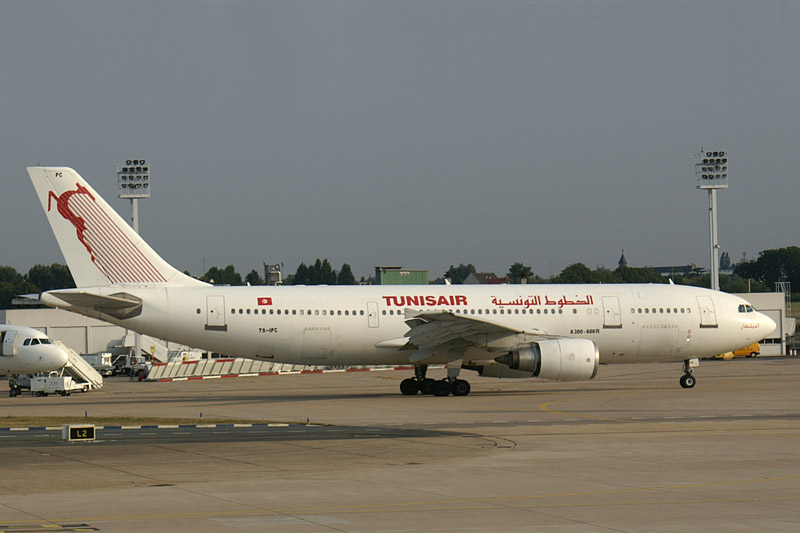
튀니스에어의 에어버스 A300-600 (퇴역)
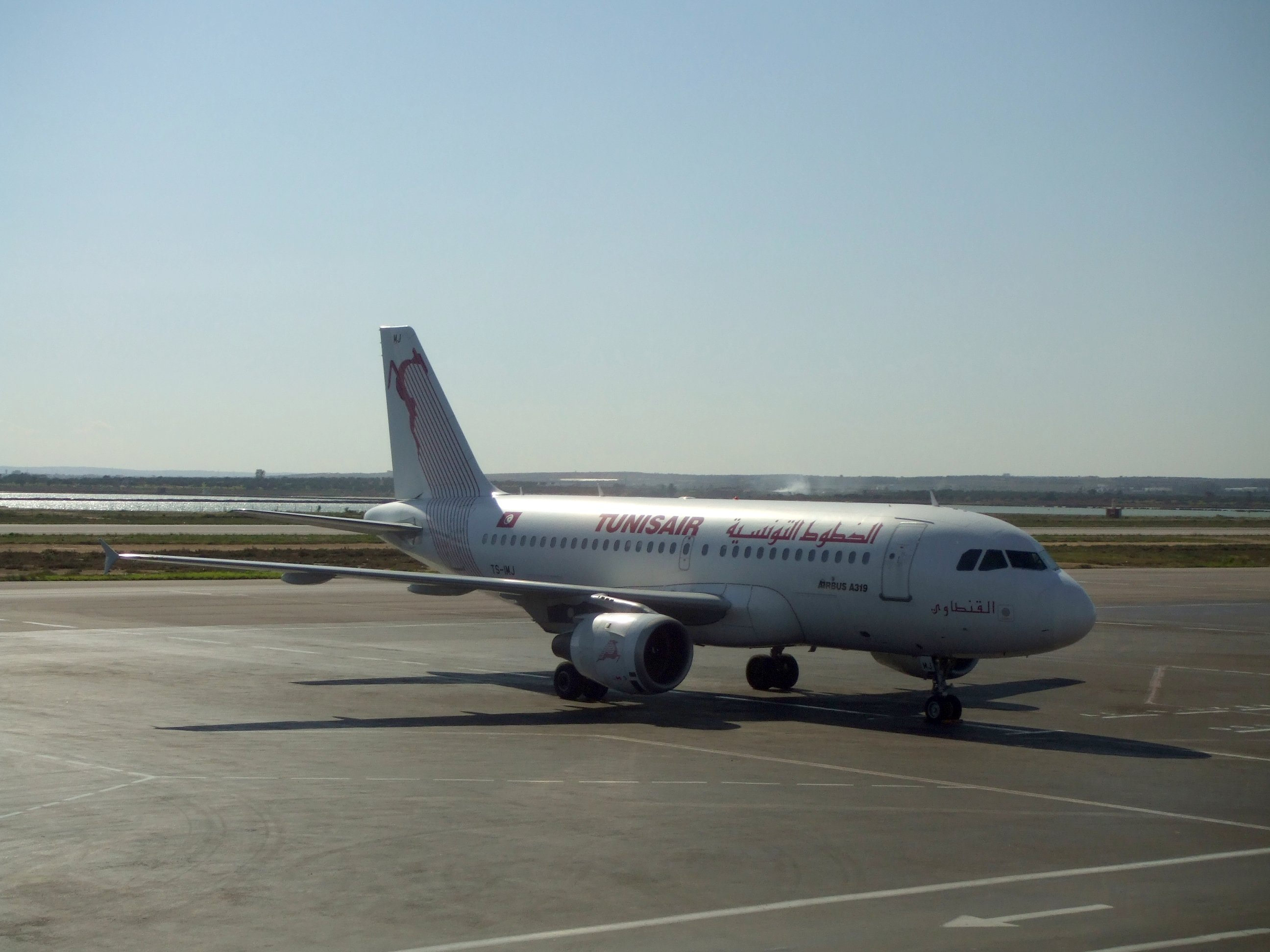
튀니스에어의 에어버스 A319-100
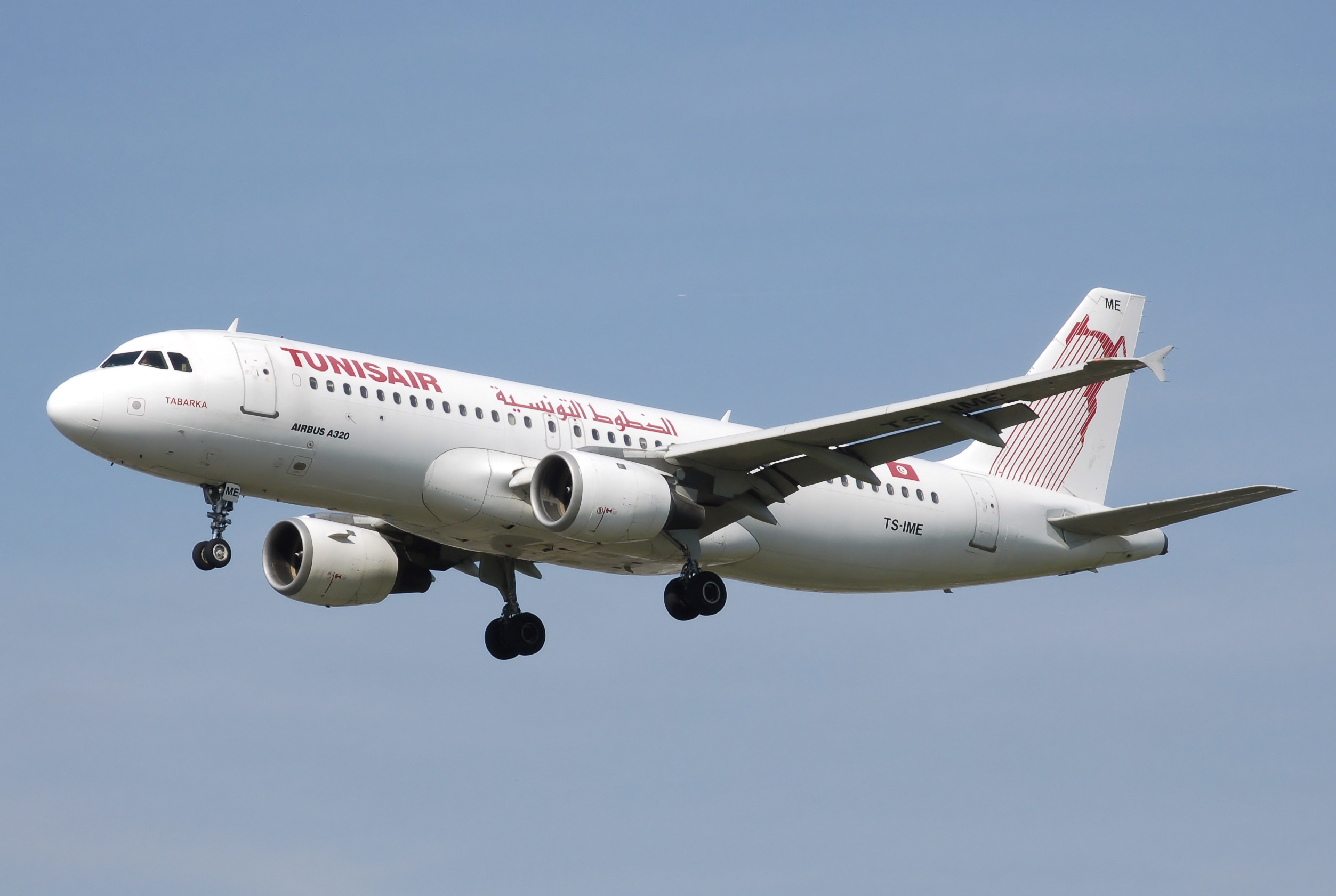
튀니스에어의 에어버스 A320-200
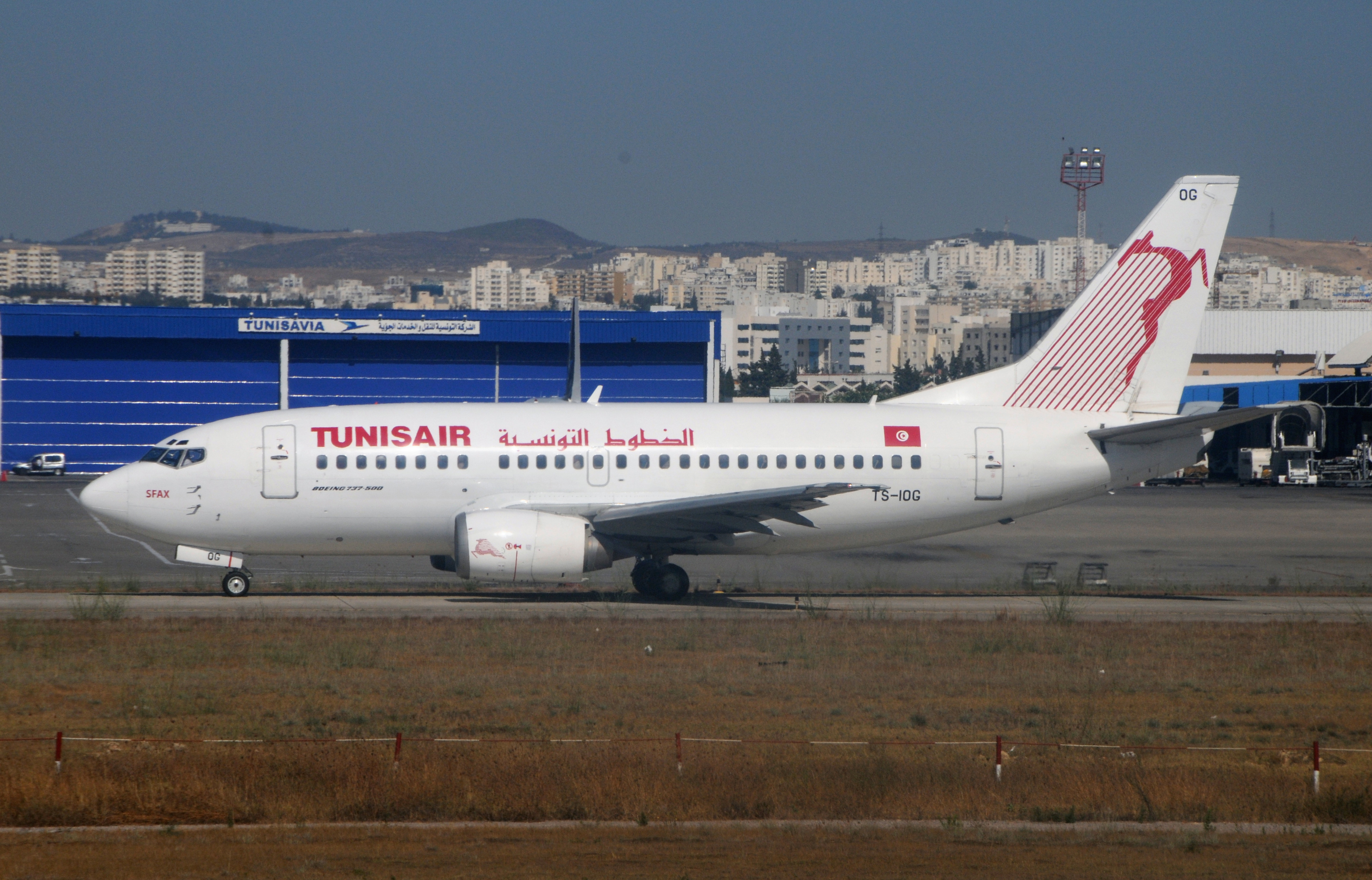
튀니스에어의 보잉 737-500 (퇴역)
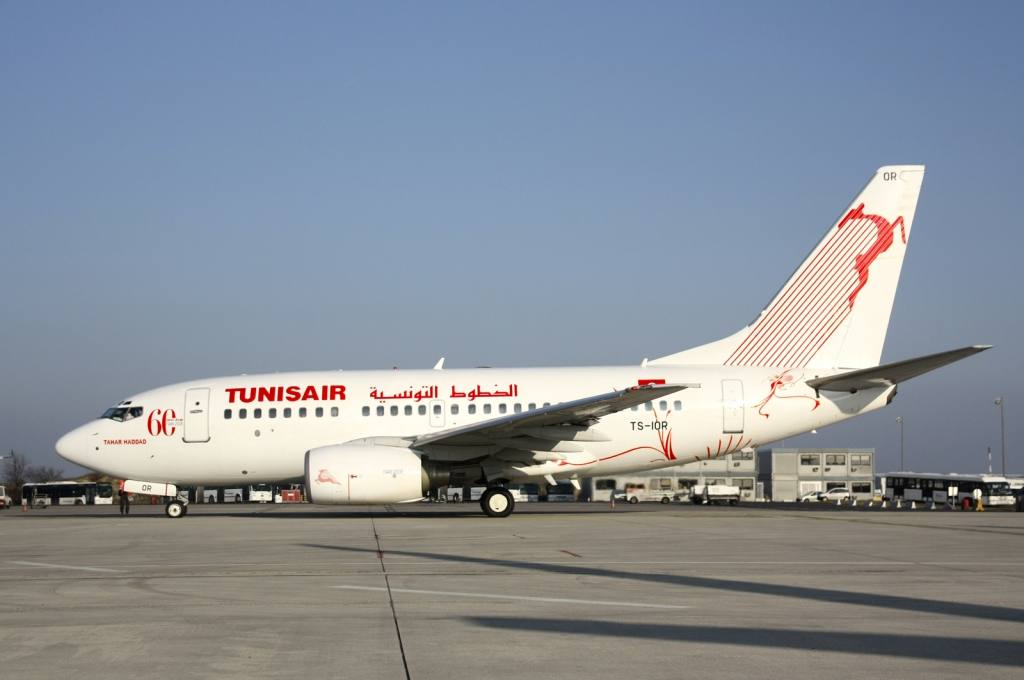
튀니스에어의 보잉 737-600